# Sek Henry
Seketoure "Sek" Henry (Lynwood (Califórnia), 28 de junho de 1987) é um basquetebolista profissional jamaicano, nascido nos Estados Unidos, que teve o CAI Zaragoza da Liga Endesa como último clube